# بریکو
{{جعبه اطلاعات روستای ایران
|نام‌رسمی=پورکان
|روی‌نقشه= 
|عرض‌جغرافیایی=
|طول‌جغرافیایی=
|تصویر= 
|اندازه‌تصویر= 
|برچسب‌تصویر= 
|استان=کرمان
|شهرستان=رفسنجان
|بخش= [[بخش مرکزی شهرستان رفسنجان
|نام‌محلی=
|نام‌های‌دیگر=
|نام‌های‌قدیمی=
|سال‌بنیاد= 
|جمعیت= 
|رشدجمعیت=
|تراکم‌جمعیت=
|زبان=
|مساحت=
|ارتفاع= 
|میانگین‌دما=
|میانگین‌بارش‌سالانه=
|شمارروزهای‌یخبندان=
|کد آماری=۱۰۹۶۴۷
|ره‌آورد=
|پیش‌شماره=
|وب‌گاه=
|جمله‌خوشامد=
پورکان یک آبادی از توابع بخش مرکزی، شهرستان شهربابک در استان کرمان ایران است.

## جمعیت
این آبادی در دهستان مدوارات قرار دارد و براساس سرشماری مرکز آمار ایران در سال ۱۳۹۵، خالی از سکنه دائم بوده‌است.